# حسن أل
حسن أل (بالدنماركية: Hasan Al)‏ (مواليد 18 يونيو 1972) هو ملاكم دنماركي، مثّل بلاده في الألعاب الأولمبية الصيفية 1996.

## روابط خارجية
حسن أل على موقع بوكس ريك (الإنجليزية) (registration required)
- حسن أل على موقع أوليمبيديا (الإنجليزية)